# Święto liturgiczne
Święto (łac. festum) – w liturgii rzymskiej świąteczny dzień obchodów w roku liturgicznym, o znaczeniu mniejszym niż uroczystość, a większym niż wspomnienie. W tradycyjnej (przedsoborowej) terminologii liturgicznej świętom odpowiadają święta drugiej klasy (łac. festa II. classis, duplicia II. classis).

## Ogólna charakterystyka
Obchody święta liturgicznego zawarte są w granicach doby. Wyjątek stanowią święta Pańskie (tzn. ku czci Chrystusa), których obchód przypada w niedzielę okresu zwykłego lub Bożego Narodzenia. Wówczas święto obchodzone jest jak uroczystość i rozpoczyna się wieczorem dnia poprzedzającego od tzw. I nieszporów lub wigilii.
Święta mają własny formularz mszalny. W liturgii mszalnej święta zazwyczaj występują jedynie dwa czytania biblijne i pomijane jest credo, ale odmawia się glorię. Obchody święta ustępują pierwszeństwa liturgicznego uroczystościom, Wielkiemu Tygodniowi, niedzielom wielkiego postu, Adwentu i Okresu Wielkanocnego, Popielcowi, oktawie Wielkanocy, wspomnieniu wszystkich wiernych zmarłych. W tych przypadkach święta w danym roku pomijane są w ogóle, co odróżnia je od uroczystości, które się przenosi.
Dzień obchodów święta wyznacza data lub kalendarz liturgiczny (zob. święta ruchome). Święta dzielą się na ogólne (obchodzone w całym Kościele) lub własne (obchodzone lokalnie). W czasie obchodów święta zasadniczo nie można sprawować mszy okolicznościowych (chyba że inne są decyzje ordynariusza) i żałobnych (z wyjątkiem pogrzebowych). 
Obchodzenie święta przez lud nie jest nakazane żadnym prawem. 

## Znaczenie terminu „święto” w zależności od kontekstu liturgicznego
Warto mieć na uwadze, że w liturgicznej terminologii posoborowej „święto” odnosi się do obchodów jednej konkretnej rangi (patrz wyżej), natomiast w terminologii tradycyjnej (przedsoborowej) „święto” (łac. festum) jest terminem ogólnym, odnoszącym się do obchodów wszystkich rang. Święta w liturgii rzymskiej przedsoborowej (trydenckiej) dzielą się na: 
- święta pierwszej, drugiej i trzeciej klasy (łac. festa I., II., III. classis; podział według rubryk z 1960 r.)[1]
- święta rytu zdwojonego (festa duplicia, w tym duplicia I. et II. classis), połowicznie zdwojonego (festa semiduplicia) i prostego (festa simplicia; podział przed 1960 r.)[3].

## Święta liturgiczne diecezji łacińskich w Polsce
W ciągu roku liturgicznego na terenie polskich diecezji łacińskich następujące dni mają rangę święta liturgicznego:
- niedziela po uroczystości Objawienia Pańskiego (tj. między 7 a 13 stycznia) – Święto Chrztu Pańskiego
- 25 stycznia – święto Nawrócenia św. Pawła Apostoła
- 2 lutego – święto Ofiarowania Pańskiego (Matki Bożej Gromnicznej).
- 14 lutego – święto świętych Cyryla, mnicha, i Metodego, biskupa, patronów Europy
- 22 lutego – święto Katedry św. Piotra, Apostoła
- 4 marca - Święto św. Kazimierza, królewicza
- 25 kwietnia - Święto św. Marka, ewangelisty
- 29 kwietnia - Święto św. Katarzyny ze Sieny, dziewicy i doktora Kościoła, patronki Europy
- 14 maja - Święto św. Macieja apostoła
- 31 maja - Święto Nawiedzenia Najświętszej Maryi Panny
- poniedziałek po Zesłaniu Ducha Świętego – święto Najświętszej Maryi Panny, Matki Kościoła[4]
- czwartek po Zesłaniu Ducha Świętego - Święto Jezusa Chrystusa, Najwyższego i Wiecznego Kapłana[5]
- 3 lipca – święto św. Tomasza, Apostoła
- 11 lipca – święto św. Benedykta, opata, patrona Europy
- 22 lipca - święto św. Marii Magdaleny
- 23 lipca – święto św. Brygidy, zakonnicy, patronki Europy
- 25 lipca – święto św. Jakuba, Apostoła
- 6 sierpnia – święto Przemienienia Pańskiego
- 9 sierpnia – święto św. Teresy Benedykty od Krzyża, dziewicy i męczennicy, patronki Europy
- 10 sierpnia – święto św. Wawrzyńca, diakona i męczennika
- 24 sierpnia – święto św. Bartłomieja, Apostoła
- 8 września – święto Narodzenia Najświętszej Maryi Panny
- 14 września – święto Podwyższenia Krzyża Świętego
- 18 września – święto św. Stanisława Kostki, zakonnika, patrona Polski
- 21 września – święto św. Mateusza, Apostoła i Ewangelisty
- 29 września – święto świętych Archaniołów Michała, Gabriela i Rafała
- 18 października – święto św. Łukasza, Ewangelisty
- 28 października – święto świętych Apostołów Szymona i Judy Tadeusza
- 9 listopada –  święto rocznicy poświęcenia bazyliki laterańskiej
- 30 listopada – święto św. Andrzeja, Apostoła[6]
- 26 grudnia - Święto św. Szczepana, pierwszego męczennika
- 27 grudnia - święto św. Jana Ewangelisty
- 28 grudnia - Święto Świętych Młodzianków, Męczenników
- niedziela w oktawie Bożego Narodzenia, lub 30 grudnia jeśli nie ma takiej niedzieli - Święto Świętej Rodziny Jezusa, Maryi i Józefa